# Spaniocerca acuta
Spaniocerca acuta är en bäcksländeart som beskrevs av Mclellan 1991. Spaniocerca acuta ingår i släktet Spaniocerca och familjen Notonemouridae. Inga underarter finns listade i Catalogue of Life.